# Бешењсег
Бешењсег (мађ. Besenyszög) је град у Мађарској. Бешењсег је град у оквиру жупаније Јас-Нађкун-Солнок.

## Географија

### Локација
Налази се у северном делу Солнока, удаљеном 16,5 километара, 18 километара од Јасладања и 20 километара од Тисауља.
Насеља која се директно граниче су: Тисашиљ са севера, Хуњадфалва и Кетелек са североистока, Чатасег са истока, Терексентмиклош и Тисапишпеки са југоистока, Сајол са југа, Солнок са југозапада и Зађварекаш, Сазберек западно, а са северозапада Јасладањ.
Обухвата неколико мањих и већих рубних насељених делова, који се углавном налазе у правцу југ-југоисток од центра насеља.

## Историја
Село је добило име по потоку званом Бешен. Ово име чува успомену на народ Бешени. Подручје је било насељено већ у неолитском периоду. Данашње насеље настало је између 1771. и 1774. године од четири порушена средњовековна села. 1944. године, због близине Солнока, граница села је била поприште значајних ратних догађаја. Неке од кућа у селу су и данас сачувале карактер старе народне архитектуре, са резаним забатима без тремова.
Дана 25. маја 2011. године свечано је отворена рунска табла са називима места у насељу.
Од председника Републике 15. јула 2013. године добија градску титулу.

## Становништво
2001. године скоро 100% становништва насеља се изјаснило да је мађарске националности.
Током пописа 2011. године, 87% становника се изјаснило као Мађари, 0,6% Немци (12,9% се није изјаснило). 
Верска дистрибуција је била следећа: римокатолици 56,8%, реформатори 2,1%, гркокатолици 0,2%, неденоминациони 15,2% (24,6% се није изјаснило).